# Platylabus sternoleucus
Platylabus sternoleucus là một loài tò vò trong họ Ichneumonidae.